# Metale nieżelazne
Metale nieżelazne (metale kolorowe) – nazwa techniczna metali innych niż żelazo i stopów metali niezawierających żelaza. Do metali kolorowych zalicza się m.in. miedź, cynk, cynę, ołów i aluminium, a do stopów mosiądz i brąz. Są to ciała o charakterystycznym połysku, są dobrymi przewodnikami cieplnymi. 
Mają różnorodne właściwości fizyczne, chemiczne, mechaniczne i technologiczne, i z tego powodu są powszechnie stosowane w wielu dziedzinach techniki.

## Rodzaje
Metale nieżelazne i ich stopy można podzielić na główne grupy:

### Metale lekkie
| Rodzaj         | Ilustracja | Nazwa metalu | Temperatura topnienia | Gęstość (g/cm³) |
| -------------- | ---------- | ------------ | --------------------- | --------------- |
| łatwo topliwe  |            | magnez       | 650                   | 1,74            |
| łatwo topliwe  |            | aluminium    | 660                   | 2,70            |
| trudno topliwe |            | tytan        | 1820                  | 4,54            |
| źródło:        |            |              |                       |                 |

### Metale ciężkie
| Rodzaj                | Ilustracja | Nazwa metalu | Temperatura topnienia | Gęstość (g/cm³) |
| --------------------- | ---------- | ------------ | --------------------- | --------------- |
| łatwo topliwe         |            | cynk         | 419,5                 | 7,133           |
| łatwo topliwe         |            | kadm         | 320,0                 | 8,65            |
| łatwo topliwe         |            | cyna         | 231,9                 | 7,30            |
| łatwo topliwe         |            | ołów         | 327,4                 | 11,34           |
| łatwo topliwe         |            | bizmut       | 271,3                 | 9,80            |
| trudno topliwe        |            | cyrkon       | 1852                  | 6,49            |
| trudno topliwe        |            | kobalt       | 1445                  | 8,9             |
| trudno topliwe        |            | nikiel       | 1455                  | 8,9             |
| trudno topliwe        |            | miedź        | 1083                  | 8,96            |
| trudno topliwe        |            | pallad       | 1554                  | 12,0            |
| trudno topliwe        |            | srebro       | 960                   | 10,49           |
| trudno topliwe        |            | platyna      | 1773,5                | 21,45           |
| trudno topliwe        |            | złoto        | 1063,0                | 19,32           |
| bardzo trudno topliwe |            | molibden     | 2665                  | 10,2            |
| bardzo trudno topliwe |            | tantal       | 2996                  | 16,6            |
| bardzo trudno topliwe |            | wolfram      | 3410                  | 19,3            |
| źródło:               |            |              |                       |                 |